# Цепін Борис Євгенович
Борис Євгенович Цепін (нар. 2 травня 1956 року в с. Колиндяни Чортківського району) — видатний український важкоатлет. Майстер спорту СРСР (1975).

## Спортивна діяльність
Займатися спортом почав у 1971 (тренер Онищук С. М.). Проте через власну недисциплінованість та порушення спортивного режиму швидко припинив тренування.

## Внесок
Срібний призер першості світу та Європи серед юніорів. Рекордсмен СРСР та УРСР (1975, 1976). 3 рази ставав призером першості СРСР, 5 разів першості УРСР серед юніорів, встановив 3 юніорські рекорди СРСР та 15 рекордів УРСР. Срібний призер чемпілонату світу і Європи серед юніорів (1975, 1976).